# U.S.A. 삼부작

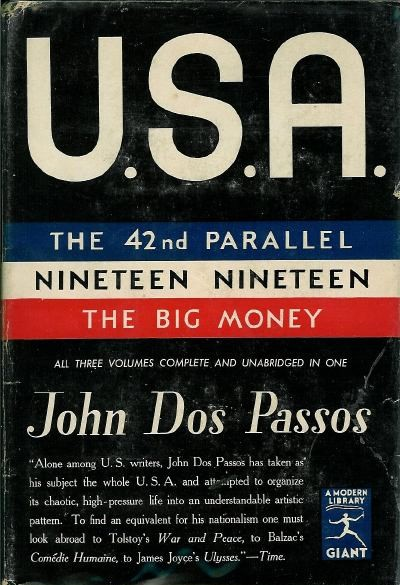

《U.S.A. 삼부작》(U.S.A. trilogy)은 도스 패소스의 1938년 장편소설이다. <북위 42도선> <1919년> <큰 돈>의 3부작을 개정해서 출판하였다. ‘뉴스 영화’ ‘전기(傳記)’ ‘카메라의 눈’이 병행해서 사용된 실험적 소설. 직업을 구하는 미국인이 전국을 방랑하는 가운데 좌절되어 가는 모습을 그려, 미국 자본주의의 횡포를 고발하려 했다. 1930년대 미국사회의 거짓없는 증언이 된 대작이다.